# Hain Wilderness
La Hain Wilderness est une aire protégée américaine située dans les comtés de Monterey et San Benito, en Californie. Fondée en 1976, elle protège 64,7 km2 dans le parc national des Pinnacles. Elle culmine à 1 003 m d'altitude au pic North Chalone.